# Campeonato Mundial de Patinação Artística no Gelo de 2001
O Campeonato Mundial de Patinação Artística no Gelo de 2001 foi a nonagésima primeira edição do Campeonato Mundial de Patinação Artística no Gelo, um evento anual de patinação artística no gelo organizado pela União Internacional de Patinação (em inglês:  International Skating Union) onde os patinadores artísticos competem pelo título de campeão mundial. A competição foi disputada entre os dias 17 de março e 25 de março, no GM Place, localizado na cidade de Vancouver, Canadá.

## Eventos
- Individual masculino
- Individual feminino
- Duplas
- Dança no gelo

## Medalhistas
| Evento                        | Ouro                                             | Prata                                          | Bronze                                   |
| Individual masculino detalhes | Evgeni Plushenko · Rússia                        | Alexei Yagudin · Rússia                        | Todd Eldredge · Estados Unidos           |
| Individual feminino detalhes  | Michelle Kwan · Estados Unidos                   | Irina Slutskaya · Rússia                       | Sarah Hughes · Estados Unidos            |
| Duplas detalhes               | Jamie Sale · David Pelletier · Canadá            | Elena Berezhnaya · Anton Sikharulidze · Rússia | Shen Xue · Zhao Hongbo · China           |
| Dança no gelo detalhes        | Barbara Fusar Poli · Maurizio Margaglio · Itália | Marina Anissina · Gwendal Peizerat · França    | Irina Lobacheva · Ilia Averbukh · Rússia |

## Resultados

### Individual masculino
| Pos.                                                  | Nome                  | Nacionalidade  | Pontos | QA | QB | PC | PL |
| ----------------------------------------------------- | --------------------- | -------------- | ------ | -- | -- | -- | -- |
| Medalha de ouro                                       | Evgeni Plushenko      | Rússia         | 2.0    |    | 1  | 1  | 1  |
| Medalha de prata                                      | Alexei Yagudin        | Rússia         | 5.2    |    | 5  | 2  | 2  |
| Medalha de bronze                                     | Todd Eldredge         | Estados Unidos | 5.6    |    | 2  | 3  | 3  |
| 4                                                     | Timothy Goebel        | Estados Unidos | 7.6    |    | 3  | 4  | 4  |
| 5                                                     | Takeshi Honda         | Japão          | 12.4   | 1  |    | 10 | 6  |
| 6                                                     | Li Yunfei             | China          | 12.4   |    | 6  | 5  | 7  |
| 7                                                     | Li Chengjiang         | China          | 14.8   | 8  |    | 6  | 8  |
| 8                                                     | Alexander Abt         | Rússia         | 14.8   |    | 4  | 7  | 9  |
| 9                                                     | Emanuel Sandhu        | Canadá         | 16.2   | 4  |    | 16 | 5  |
| 10                                                    | Elvis Stojko          | Canadá         | 18.4   | 2  |    | 11 | 11 |
| 11                                                    | Stanick Jeannette     | França         | 18.6   | 3  |    | 9  | 12 |
| 12                                                    | Ivan Dinev            | Bulgária       | 20.0   |    | 7  | 12 | 10 |
| 13                                                    | Sergei Rylov          | Azerbaijão     | 24.8   | 7  |    | 15 | 13 |
| 14                                                    | Anthony Liu           | Austrália      | 24.8   | 10 |    | 8  | 16 |
| 15                                                    | Zhang Min             | China          | 27.6   | 6  |    | 17 | 15 |
| 16                                                    | Patrick Meier         | Suíça          | 29.0   |    | 8  | 13 | 18 |
| 17                                                    | Yamato Tamura         | Japão          | 30.4   | 5  |    | 24 | 14 |
| 18                                                    | Stefan Lindemann      | Alemanha       | 32.0   | 9  |    | 14 | 20 |
| 19                                                    | Vincent Restencourt   | França         | 33.0   |    | 13 | 18 | 17 |
| 20                                                    | Roman Skorniakov      | Uzbequistão    | 35.6   | 13 |    | 19 | 19 |
| 21                                                    | Gheorghe Chiper       | Romênia        | 38.6   |    | 11 | 22 | 21 |
| 22                                                    | Vitali Danilchenko    | Ucrânia        | 38.6   |    | 9  | 20 | 23 |
| 23                                                    | Dmitri Dmitrenko      | Ucrânia        | 40.6   |    | 10 | 21 | 24 |
| 24                                                    | Markus Leminen        | Finlândia      | 41.4   | 14 |    | 23 | 22 |
| Não avançaram para a patinação livre / programa longo |                       |                |        |    |    |    |    |
| 25                                                    | Vakhtang Murvanidze   | Geórgia        |        | 11 |    | 26 |    |
| 26                                                    | Neil Wilson           | Reino Unido    |        |    | 14 | 25 |    |
| 27                                                    | Angelo Dolfini        | Itália         |        |    | 12 | 28 |    |
| 28                                                    | Robert Kazimir        | Eslováquia     |        | 15 |    | 27 |    |
| 29                                                    | Sergei Davydov        | Bielorrússia   |        | 12 |    | 29 |    |
| 30                                                    | Gregor Urbas          | Eslovênia      |        |    | 15 | 30 |    |
| Não avançaram para o programa curto                   |                       |                |        |    |    |    |    |
| 31                                                    | Kristoffer Berntsson  | Suécia         |        | 16 |    |    |    |
| 31                                                    | Alexei Kozlov         | Estônia        |        |    | 16 |    |    |
| 33                                                    | Michael Shmerkin      | Israel         |        | 17 |    |    |    |
| 33                                                    | Kevin Van Der Perren  | Bélgica        |        |    | 17 |    |    |
| 35                                                    | Konstantin Kostin     | Letônia        |        |    | 18 |    |    |
| 35                                                    | Zoltan Toth           | Hungria        |        | 18 |    |    |    |
| 37                                                    | Gareth Echardt        | África do Sul  |        | 19 |    |    |    |
| 37                                                    | Juri Litvinov         | Cazaquistão    |        |    | 19 |    |    |
| 39                                                    | Yon Garcia            | Espanha        |        |    | 20 |    |    |
| 39                                                    | Mauricio Medellin     | México         |        | 20 |    |    |    |
| 41                                                    | Ricky Cockerill       | Nova Zelândia  |        |    | 21 |    |    |
| 41                                                    | Milos Milanovic       | Iugoslávia     |        | 21 |    |    |    |
| 43                                                    | Panagiotis Markouizos | Grécia         |        |    | 22 |    |    |
| WD                                                    | Lee Kyu-Hyun          | Coreia do Sul  |        |    |    |    |    |

### Individual feminino
| Pos.                                                  | Nome                 | Nacionalidade    | Pontos | QA | QB | PC | PL |
| ----------------------------------------------------- | -------------------- | ---------------- | ------ | -- | -- | -- | -- |
| Medalha de ouro                                       | Michelle Kwan        | Estados Unidos   | 2.6    |    | 1  | 2  | 1  |
| Medalha de prata                                      | Irina Slutskaya      | Rússia           | 3.0    | 1  |    | 1  | 2  |
| Medalha de bronze                                     | Sarah Hughes         | Estados Unidos   | 7.2    |    | 2  | 4  | 4  |
| 4                                                     | Maria Butyrskaya     | Rússia           | 7.6    |    | 4  | 5  | 3  |
| 5                                                     | Angela Nikodinov     | Estados Unidos   | 8.0    |    | 3  | 3  | 5  |
| 6                                                     | Viktoria Volchkova   | Rússia           | 10.4   | 2  |    | 6  | 6  |
| 7                                                     | Fumie Suguri         | Japão            | 13.2   |    | 5  | 7  | 7  |
| 8                                                     | Elena Liashenko      | Ucrânia          | 15.4   | 5  |    | 9  | 8  |
| 9                                                     | Vanessa Gusmeroli    | França           | 16.0   | 3  |    | 8  | 10 |
| 10                                                    | Silvia Fontana       | Itália           | 16.6   | 4  |    | 10 | 9  |
| 11                                                    | Elina Kettunen       | Finlândia        | 21.0   |    | 7  | 12 | 11 |
| 12                                                    | Sarah Meier          | Suíça            | 22.6   | 10 |    | 11 | 12 |
| 13                                                    | Tatiana Malinina     | Uzbequistão      | 23.8   |    | 6  | 14 | 13 |
| 14                                                    | Mikkeline Kierkgaard | Dinamarca        | 27.4   |    | 8  | 17 | 14 |
| 15                                                    | Jennifer Robinson    | Canadá           | 27.4   | 7  |    | 16 | 15 |
| 16                                                    | Susanne Stadlmüller  | Alemanha         | 28.2   |    | 11 | 13 | 16 |
| 17                                                    | Laetitia Hubert      | França           | 30.8   | 6  |    | 19 | 17 |
| 18                                                    | Julia Sebestyen      | Hungria          | 32.4   |    | 9  | 18 | 18 |
| 19                                                    | Tamara Dorofejev     | Hungria          | 34.8   | 8  |    | 21 | 19 |
| 20                                                    | Julia Soldatova      | Bielorrússia     | 35.0   |    | 10 | 15 | 22 |
| 21                                                    | Annie Bellemare      | Canadá           | 37.2   | 13 |    | 20 | 20 |
| 22                                                    | Karen Venhuizen      | Países Baixos    | 40.4   | 14 |    | 23 | 21 |
| 23                                                    | Park Bit-Na          | Coreia do Sul    | 41.0   | 9  |    | 24 | 23 |
| 24                                                    | Zuzana Babiakova     | Eslováquia       | 41.6   | 11 |    | 22 | 24 |
| Não avançaram para a patinação livre / programa longo |                      |                  |        |    |    |    |    |
| 25                                                    | Idora Hegel          | Croácia          |        | 12 |    | 25 |    |
| 26                                                    | Hristina Vassileva   | Bulgária         |        |    | 12 | 27 |    |
| 27                                                    | Roxana Luca          | Romênia          |        |    | 14 | 26 |    |
| 28                                                    | Sun Siyin            | China            |        | 15 |    | 28 |    |
| 29                                                    | Carina Chen          | Taipé Chinesa    |        |    | 13 | 30 |    |
| 30                                                    | Marta Andrade        | Espanha          |        |    | 15 | 29 |    |
| Não avançaram para o programa curto                   |                      |                  |        |    |    |    |    |
| 31                                                    | Zoe Jones            | Reino Unido      |        | 16 |    |    |    |
| 31                                                    | Galina Maniachenko   | Ucrânia          |        |    | 16 |    |    |
| 33                                                    | Natalie Hoste        | Bélgica          |        | 17 |    |    |    |
| 33                                                    | Lenka Seniglova      | República Tcheca |        |    | 17 |    |    |
| 35                                                    | Anna Wenzel          | Áustria          |        |    | 18 |    |    |
| 35                                                    | Sabina Wojtala       | Polônia          |        | 18 |    |    |    |
| 37                                                    | Georgina Papavasilou | Grécia           |        |    | 19 |    |    |
| 37                                                    | Stephanie Zhang      | Austrália        |        | 19 |    |    |    |
| 39                                                    | Shirene Human        | África do Sul    |        |    | 20 |    |    |
| 39                                                    | Marina Khalturina    | Cazaquistão      |        | 20 |    |    |    |
| 41                                                    | Dirke O´Brien Baker  | Nova Zelândia    |        |    | 21 |    |    |
| 41                                                    | Olga Vassiljeva      | Estônia          |        | 21 |    |    |    |
| 43                                                    | Rocio Salas Visuet   | México           |        |    | 22 |    |    |
| 43                                                    | Julia Vorobieva      | Azerbaijão       |        | 22 |    |    |    |
| 45                                                    | Christine Lee        | Hong Kong        |        |    | 23 |    |    |
| 45                                                    | Darya Zuravicky      | Israel           |        | 23 |    |    |    |
| 47                                                    | Ksenia Jastsenjski   | Iugoslávia       |        | 24 |    |    |    |

### Duplas
| Medalha de ouro                                       | Jamie Sale / David Pelletier           | Canadá           | 2.5  | 3  | 1  |
| Medalha de prata                                      | Elena Berezhnaya / Anton Sikharulidze  | Rússia           | 2.5  | 1  | 2  |
| Medalha de bronze                                     | Shen Xue / Zhao Hongbo                 | China            | 4.0  | 2  | 3  |
| 4                                                     | Maria Petrova / Alexei Tikhonov        | Rússia           | 7.0  | 4  | 5  |
| 5                                                     | Tatiana Totmianina / Maxim Marinin     | Rússia           | 8.0  | 8  | 4  |
| 6                                                     | Dorota Zagorska / Mariusz Siudek       | Polônia          | 8.5  | 5  | 6  |
| 7                                                     | Kyoko Ina / John Zimmerman             | Estados Unidos   | 10.0 | 6  | 7  |
| 8                                                     | Kristy Sargeant-Wirtz / Kris Wirtz     | Canadá           | 15.0 | 14 | 8  |
| 9                                                     | Aliona Savchenko / Stanislav Morozov   | Ucrânia          | 15.0 | 12 | 9  |
| 10                                                    | Pang Qing / Tong Jian                  | China            | 15.0 | 10 | 10 |
| 11                                                    | Tiffany Scott / Philip Dulebohn        | Estados Unidos   | 16.5 | 9  | 12 |
| 12                                                    | Katerina Berankova / Otto Dlabola      | República Tcheca | 17.5 | 13 | 11 |
| 13                                                    | Inga Rodionova / Andrei Kroukov        | Azerbaijão       | 20.5 | 11 | 15 |
| 14                                                    | Sabrina Lefrancois / Jerome Blanchard  | França           | 21.5 | 17 | 13 |
| 15                                                    | Yuko Kawaguchi / Alexander Markuntsov  | Japão            | 21.5 | 15 | 14 |
| 16                                                    | Mariana Kautz / Norman Jeschke         | Alemanha         | 24.0 | 16 | 16 |
| 17                                                    | Natalia Ponomareva / Evgeni Sviridov   | Uzbequistão      | 26.0 | 18 | 17 |
| 18                                                    | Viktoria Shklover / Valdis Mintals     | Estônia          | 27.5 | 19 | 18 |
| 19                                                    | Maria Krasiltseva / Artem Znachkov     | Armênia          | 29.0 | 20 | 19 |
| WD                                                    | Sarah Abitbol / Stephane Bernadis      | França           |      | 7  |    |
| Não avançaram para a patinação livre / programa longo |                                        |                  |      |    |    |
| 21                                                    | Jelena Sirokhvatova / Jurijs Salmanovs | Letônia          |      | 21 |    |
| 22                                                    | Olga Bestandigova / Jozef Bestandig    | Eslováquia       |      | 22 |    |
| 23                                                    | Michela Cobisi / Ruben De Pra          | Itália           |      | 23 |    |
| 24                                                    | Ivana Durin / Andrei Maximov           | Iugoslávia       |      | 24 |    |

### Dança no gelo
| Pos.                              | Nome                                    | Nacionalidade        | Pontos | DC1B | {{small\|DC2B | {{small\|DC1A | {{small\|DC2A | DO | DL |
| --------------------------------- | --------------------------------------- | -------------------- | ------ | ---- | ------------- | ------------- | ------------- | -- | -- |
| Medalha de ouro                   | Barbara Fusar Poli / Maurizio Margaglio | Itália               | 2.0    | 1    | 1             |               |               | 1  | 1  |
| Medalha de prata                  | Marina Anissina / Gwendal Peizerat      | França               | 3.6    |      |               | 1             | 1             | 2  | 2  |
| Medalha de bronze                 | Irina Lobacheva / Ilia Averbukh         | Rússia               | 5.8    | 3    | 2             |               |               | 3  | 3  |
| 4                                 | Shae-Lynn Bourne / Victor Kraatz        | Canadá               | 7.4    | 2    | 3             |               |               | 4  | 4  |
| 5                                 | Margarita Drobiazko / Povilas Vanagas   | Lituânia             | 8.8    |      |               | 2             | 2             | 5  | 5  |
| 6                                 | Galit Chait / Sergei Sakhnovski         | Israel               | 10.8   |      |               | 3             | 3             | 6  | 6  |
| 7                                 | Kati Winkler / Rene Lohse               | Alemanha             | 12.8   | 4    | 4             |               |               | 7  | 7  |
| 8                                 | Elena Grushina / Ruslan Goncharov       | Ucrânia              | 14.4   |      |               | 4             | 4             | 8  | 8  |
| 9                                 | Naomi Lang / Peter Tchernyshev          | Estados Unidos       | 16.4   | 5    | 5             |               |               | 9  | 9  |
| 10                                | Albena Denkova / Maxim Staviyski        | Bulgária             | 18.0   |      |               | 5             | 5             | 10 | 10 |
| 11                                | Marie-France Dubreuil / Patrice Lauzon  | Canadá               | 20.0   | 6    | 6             |               |               | 11 | 11 |
| 12                                | Tatiana Navka / Roman Kostomarov        | Rússia               | 21.8   |      |               | 7             | 6             | 12 | 12 |
| 13                                | Isabelle Delobel / Olivier Schoenfelder | França               | 24.0   |      |               | 8             | 8             | 13 | 13 |
| 14                                | Sylwia Nowak / Sebastian Kolasinski     | Polônia              | 25.0   |      |               | 6             | 7             | 14 | 14 |
| 15                                | Eliane Hugentobler / Daniel Hugentobler | Suíça                | 26.8   | 7    | 7             |               |               | 15 | 15 |
| 16                                | Marika Humphreys / Vitali Baranov       | Reino Unido          | 29.2   |      |               | 9             | 9             | 16 | 16 |
| 17                                | Tanith Belbin / Benjamin Agosto         | Estados Unidos       | 30.6   | 8    | 9             |               |               | 17 | 17 |
| 18                                | Magali Sauri / Michail Stifunin         | França               | 32.2   | 9    | 8             |               |               | 18 | 18 |
| 19                                | Kristin Fraser / Igor Lukanin           | Azerbaijão           | 35.0   | 10   | 10            |               |               | 20 | 19 |
| 20                                | Agata Blazowska / Marcin Kozubek        | Polônia              | 35.6   |      |               | 11            | 10            | 19 | 20 |
| 21                                | Gloria Agogliati / Luciano Milo         | Itália               | 37.8   |      |               | 10            | 11            | 21 | 21 |
| 22                                | Zita Gebora / Andras Visontai           | Hungria              | 41.0   |      |               | 13            | 13            | 23 | 22 |
| 23                                | Katarina Kovalova / David Szurman       | República Tcheca     | 42.0   | 12   | 11            |               |               | 24 | 23 |
| 24                                | Nakako Tsuzuki / Rinat Farkhoutdinov    | Japão                | 42.0   |      |               | 12            | 12            | 22 | 24 |
| Não avançaram para dança livre    |                                         |                      |        |      |               |               |               |    |    |
| 25                                | Natalia Gudina / Alexei Beletski        | Israel               |        | 11   | 13            |               |               | 25 |    |
| 26                                | Valentina Anselmi / Fabrizio Pedrazzini | Itália               |        | 14   | 14            |               |               | 26 |    |
| 27                                | Stephanie Rauer / Thomas Rauer          | Alemanha             |        | 16   | 12            |               |               | 27 |    |
| 28                                | Zhang Weina / Cao Xianming              | China                |        | 13   | 15            |               |               | 28 |    |
| 29                                | Anna Mosenkova / Sergei Sychov          | Estônia              |        |      |               | 14            | 15            | 29 |    |
| 30                                | Alissa De Carbonnel / Alexander Malkov  | Bielorrússia         |        |      |               | 15            | 14            | 30 |    |
| Não avançaram para dança original |                                         |                      |        |      |               |               |               |    |    |
| 31                                | Yang Tae-Hwa / Lee Chuen-Gun            | Coreia do Sul        |        | 15   | 16            |               |               |    |    |
| 32                                | Portia Duval-Rigby / Francis Rigby      | Austrália            |        |      |               | 17            | 16            |    |    |
| 33                                | Kamilla Szolnoki / Dejan Illes          | Croácia              |        |      |               | 16            | 17            |    |    |
| 34                                | Zuzana Durkovska / Marian Mesaros       | Eslováquia           |        | 17   | 17            |               |               |    |    |
| 35                                | Ana Galitch / Andrei Shishkov           | Bósnia e Herzegovina |        | 18   | 18            |               |               |    |    |

## Quadro de medalhas
| Ordem | País           | Medalha de ouro | Medalha de prata | Medalha de bronze |    | Ordem por total |
| ----- | -------------- | --------------- | ---------------- | ----------------- | -- | --------------- |
| 1     | Rússia         | 1               | 3                | 1                 | 5  | 1               |
| 2     | Estados Unidos | 1               |                  | 2                 | 3  | 2               |
| 3     | Canadá         | 1               |                  |                   | 1  | 3               |
| 3     | Itália         | 1               |                  |                   | 1  | 3               |
| 5     | França         |                 | 1                |                   | 1  | 3               |
| 6     | China          |                 |                  | 1                 | 1  | 3               |
| TOTAL | TOTAL          | 4               | 4                | 4                 | 12 | —               |